# Udo von La Roche-Starkenfels (Generalleutnant)

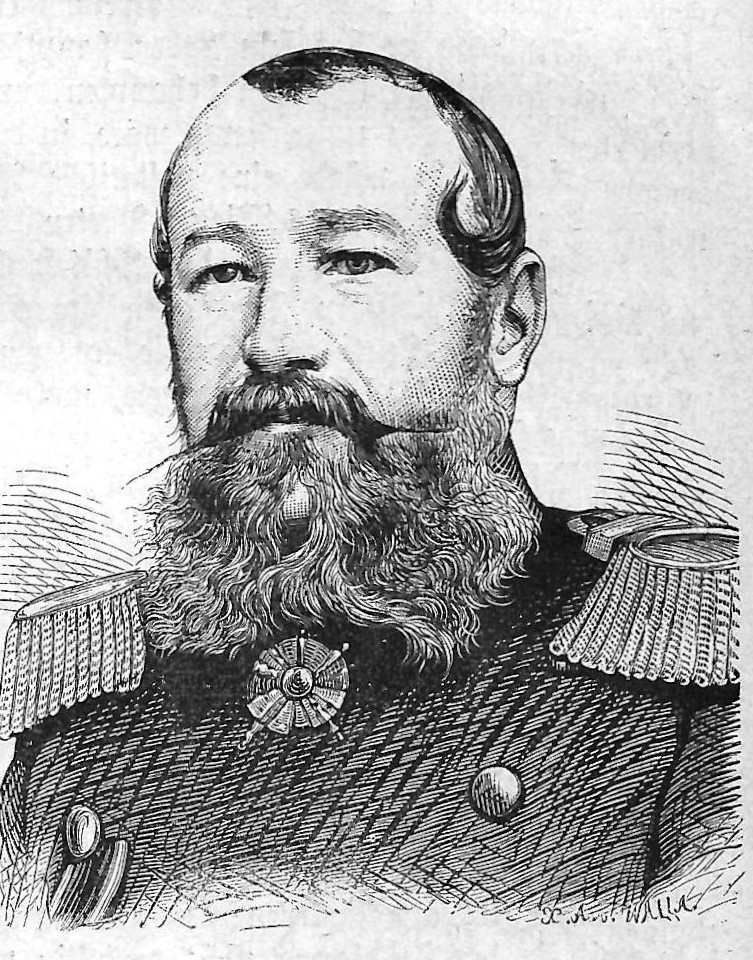
Udo von La Roche-Starkenfels, um 1871

Udo Wilhelm Ludwig Freiherr von La Roche-Starkenfels (* 18. November 1818 in Wieblingen; † 8. März 1883 in Karlsruhe) war ein badischer Generalmajor, der seine Militärkarriere als preußischer Generalleutnant beendete. 

## Leben

### Herkunft und Familie
Udo Wilhelm Ludwig Freiherr von La Roche-Starkenfels entstammte einem altadeligen französischen Geschlecht, aus dem Samuel de la Roche (* 1629) als Hugenotte 1645 nach Deutschland kam. Er stand als Soldat in Diensten der Armeen von Schweden, Lothringen und Braunschweig und starb 1701 als kurfürstlich-brandenburgischer Oberst. Dessen Sohn Samuel (1664–1722) war Hessen-kasselscher Generalmajor, wurde 1706 in den Reichsritterstand und 1713 durch Kaiser Karl VI. in den Freiherrnstand erhoben. Auch aus den folgenden Generationen kamen namhafte Offiziere der Badischen Armee.
Udo war der Sohn des badischen Kammerherrn und Oberstleutnant Wilhelm Freiherr von La Roche-Starkenfels (1792–1849) und dessen zweiter Ehefrau Emilie, geborene Gräfin von Uexkull-Gyllenband (* 1818). Seine Schwester Franziska (1812–1857) war Oberin der Schulschwestern in Finthen.
Am 23. Oktober 1843 vermählte er sich mit Mathilde Freiin von Berlichingen (* 1815), mit der er die Kinder Udo Samuel (* 1844, Abgeordneter der Landstände) und Anna Esther (* 1847) hatte. 1858, drei Jahre nach Mathildes Tod, heiratete er Emma Freiin von Hardenberg. Aus der Ehe ging der Sohn Udo Karl Wilhelm (1859–1942) hervor.

### Wirken
Er schlug – wie sein Urgroßvater Friedrich (1700–1780) und weitere Vorfahren – eine militärische Laufbahn ein und meldete sich als Freiwilliger beim 1. Infanterie-Regiment der Badischen Armee. Später kam er zum Dragoner-Regiment und besuchte zwei Jahre die Kriegsschule in Karlsruhe. Am 29. August 1838 wurde er Leutnant im 2. Dragoner-Regiment und am 24. Mai 1843 Oberleutnant im 1. Dragoner-Regiment. Im April 1848 zum 2. Dragoner-Regiment zurückgekehrt, wurde im Jahr darauf die Leibschwadron des 1. Leib-Dragoner-Regiments gebildet. Am 28. Oktober 1851 erhielt er die Ernennung zum Rittmeister und Eskadronchef im 3. Dragoner-Regiment. 1853 kehrte er zum 1. Dragoner-Regiment zurück, wurde 1859 Major und 1863 Adjutant des Prinzen Wilhelm von Baden, Generalinspekteurs der Badischen Armee. Am 20. Juni 1866 wurde er zum Oberst befördert und Kommandeur des 3. Dragoner-Regiments, das er im selben Jahr Krieg gegen Preußen führte. Am 21. Mai 1867 wurde er Kommandeur der gesamten badischen Reiterei und ein Jahr später Generalmajor.
In dieser Eigenschaft nahm La Roche-Starkenfels im Krieg gegen Frankreich 1870/71 an der Belagerung von Straßburg teil und führte beim Marsch des XIV. Armee-Korps die dritte Kolonne über die Vogesen. In den folgenden Kämpfen um Dole konnte er sich besonders bewähren. Neben beiden Klassen des Eisernen Kreuzes wurde ihm für sein Wirken das Ritterkreuz des Militär-Karl-Friedrich-Verdienstordens verliehen.
Nach Kriegsende und der Militärkonvention war La Roche-Starkenfels als Kommandeur der 29. Kavallerie-Brigade in Freiburg vorgesehen, konnte dieses Kommando aus gesundheitlichen Gründen jedoch nicht antreten. Unter Verleihung des Charakters als Generalleutnant wurde er am 4. November 1871 in die Preußische Armee übernommen und zugleich aus dem Militärdienst verabschiedet. Anlässlich seiner Verabschiedung verlieh ihm Großherzog Friedrich I. das Kommandeurkreuz I. Klasse des Ordens vom Zähringer Löwen mit Schwertern.
Er war Mitglied des Vorparlaments 1848 und im Fünfzigerausschuss.

## Schriften
- Notizen über Wieblingen bei Heidelberg.
- Udo Reichsfreiherr von La Roche-Starkenfels: Ueber die Familie der Reichsfreiherren von La Roche, Edlen Herren von Starkenfels, nach Forschungen der Reichsfreiherren Gustav und Udo, in: Vierteljahrsschrift für Heraldik, Sphragistik und Genealogie 1880, Hrsg. Verein Herold, Ad. M. Hildebrandt, Carl Heymanns Verlag, Karlsruhe, Berlin 1880, S. 75 ff. Digitalisat